# Regeringen Ryti I
Regeringen Ryti I var det självständiga Finlands 23:e regering bestående av Framstegspartiet, Socialdemokraterna, Agrarförbundet och Svenska folkpartiet. Väinö Kotilainen, Rainer von Fieandt och Juho Kusti Paasikivi var med i regeringen som opolitiska fackministrar. Regeringen var en majoritetsregering. Ministären regerade från 1 december 1939 till 27 mars 1940.
Risto Ryti ville först tacka nej till statsministerposten i situationen då vinterkriget hade brutit ut. President Kyösti Kallio och den avgående finansministern Väinö Tanner lyckades övertyga Ryti att axla det politiska ansvaret då landet befann sig i krig. Tanner ställde upp som Rytis utrikesminister. De båda nyckelministrarna talade flytande engelska och hade goda kontakter till västmakterna.
| Minister                                                                  | Ämbetsperiod                 | Parti                       |
| ------------------------------------------------------------------------- | ---------------------------- | --------------------------- |
| Statsminister Risto Ryti                                                  | 1 december 1939–27 mars 1940 | Framstegspartiet            |
| Utrikesminister Väinö Tanner                                              | 1 december 1939–27 mars 1940 | Socialdemokraterna          |
| Justitieminister J.O. Söderhjelm                                          | 1 december 1939–27 mars 1940 | Svenska folkpartiet         |
| Inrikesminister Ernst von Born                                            | 1 december 1939–27 mars 1940 | Svenska folkpartiet         |
| Försvarsminister Juho Niukkanen                                           | 1 december 1939–27 mars 1940 | Agrarförbundet              |
| Finansminister Mauno Pekkala                                              | 1 december 1939–27 mars 1940 | Socialdemokraterna          |
| Undervisningsminister Uuno Hannula                                        | 1 december 1939–27 mars 1940 | Agrarförbundet              |
| Jordbruksminister Pekka Heikkinen                                         | 1 december 1939–27 mars 1940 | Agrarförbundet              |
| Minister i jordbruksministeriet Juho Koivisto                             | 1 december 1939–27 mars 1940 | Agrarförbundet              |
| Minister för kommunikationsväsendet och allmänna arbetena Väinö Salovaara | 1 december 1939–27 mars 1940 | Socialdemokraterna          |
| Handels- och industriminister Väinö Kotilainen                            | 1 december 1939–27 mars 1940 | opolitisk                   |
| Socialminister Karl-August Fagerholm                                      | 1 december 1939–27 mars 1940 | Socialdemokraterna          |
| Folkförsörjningsminister Rainer von Fieandt                               | 1 december 1939–27 mars 1940 | opolitisk                   |
| Minister utan portfölj Juho Kusti Paasikivi                               | 1 december 1939–27 mars 1940 | opolitisk (Samlingspartiet) |

## Fotnoter
1. ↑  Ryti, Risto. Finlands nationalbiografi. (engelska)
2. ↑  23. Ryti Arkiverad 9 januari 2015 hämtat från the Wayback Machine. Statsrådet. (finska)